# 野口孝行
野口孝行，日本男性動畫師、人物設計師。

## 主要參加作品

### 電視動畫
1997年
- 電光快車俠（－2000年，動畫）

1998年
- 危險調查員（－1999年，原畫）

1999年
- To Heart（動畫）

2000年
- 純情房東俏房客（原畫）
- 第一神拳（－2002年，原畫）

2001年
- 漫畫派對（原畫）
- Z.O.E Dolores, i（日语：Z.O.E Dolores, i）（原畫）
- 青春草莓蛋（原畫）
- 小小雪精靈（－2002年，原畫）

2002年
- 炸彈小新娘（原畫）
- 迷糊天使（原畫）
- 馭龍少年（－2003年，作畫監督）
- 圓盤皇女（原畫）
- 銀河戰警（－2003年，原畫）

2003年
- 妄想科學美少女（原畫）
- 成惠的世界（作畫監督）
- 圓盤皇女 十二月的夜想曲（原畫）

2004年
- 超變身巫女祈鬥士（作畫監督）
- 勇午 ～交涉人～ 巴基斯坦篇（日语：勇午）（作畫監督）
- 超變身角色扮演前傳（作畫監督）
- LOVE♥LOVE？（作畫監督）
- 神無月的巫女（原畫）
- 流星戰隊Musumet（作畫監督）
- 校園迷糊大王（原畫）
- 遊☆戲☆王 怪獸之決鬥GX（－2008年，OP&ED創作）

2005年
- JINKI:EXTEND（原畫）
- 我們的仙境 ～Heartful days（作畫監督）
- 不可思議星球的雙胞胎公主（作畫監督、作畫監督補佐、原畫）
- 聲優白皮書（作畫監督）
- 光速蒙面俠21（－2008年，原畫）
- 極上生徒會（作畫監督、原畫）
- 雙戀 Alternative（圖形作畫監督補佐）
- LOVELESS（原畫）
- 初音島 Second Season（原畫）
- ToHeart2（－2006年，作畫監督、原畫）
- 灼眼的夏娜（－2006年，原畫）

2006年
- Papillon Rose New Season（日语：パピヨンローゼ）（人物設定[注 1]、作畫監督）
- 落語天女（原畫）
- 校園迷糊大王 二學期（原畫）
- 女子高生 GIRL'S-HIGH（作畫監督補佐）
- 魔界戰記（原畫）
- 零之使魔（原畫）
- 金色琴弦 ～primo passo～（－2007年，OP原畫）
- 死亡筆記本（－2007年，原畫）
- 獻上女神的祝福！（日语：護くんに女神の祝福を!）（－2007年，作畫監督）
- 少女愛上姊姊（原畫）

2007年
- 京四郎與永遠的空（作畫監督、原畫、OP原畫）
- 帝托拉傳奇（－2008年，原畫）
- 女優大試煉（OP原畫）
- 桃華月憚（原畫）
- 花鈴的魔法戒（總作畫監督、作畫監督、OP作畫監督）
- 王牌投手 振臂高揮（原畫）
- School Days（原畫、ED原畫）
- 七色★星露（作畫監督）
- 初音島II（原畫）
- 機動戰士鋼彈00（原畫）
- 現視研2（總作畫監督、作畫監督）

2008年
- 遊☆戲☆王5D's（－2011年，原畫）
- 天月 (2008年電視動畫)（日语：あまつき）（原畫）
- 無限之住人（原畫）
- 戀姬†無雙（作畫監督補佐）
- 夕陽染紅的坡道（OP原畫）
- 閃電十一人（－2011年，OP原畫）
- 機動戰士鋼彈00 Second Season（－2009年，原畫）
- （作畫監督）
- 伯爵與妖精（原畫）

2009年
- 穿越宇宙的少女（原畫）
- 戰國BASARA（原畫）
- 女王之刃 流浪戰士（設計補佐、總作畫監督、作畫監督）
- 07-GHOST（OP原畫）
- 女王之刃 王位繼承者（人物設定[注 2]、總作畫監督、作畫監督、原畫）
- 天降之物（作畫監督協力）

2010年
- 青春CUP（原畫）
- GIANT KILLING（原畫）
- kiss×sis（作畫監督補佐、原畫）
- 嬌蠻貓娘大橫行！（OP原畫）
- 聖誕之吻SS（OP原畫）
- 天降之物f（OP原畫）
- 缘之空（OP原畫）
- FORTUNE ARTERIAL 赤之約束（OP原畫）

2011年
- 蘿球社！（人物設定、總作畫監督、OP作畫監督）
- C³ -魔幻三次方-（作畫監督）
- Persona4 the ANIMATION（－2012年，原畫、OP原畫）

2012年
- 戰姬絕唱SYMPHOGEAR（OP原畫）
- 女王之刃 叛亂（人物設定[注 3]、總作畫監督、OP作畫監督補佐）
- 殭屍哪有那麼萌？（ED原畫）
- 加速世界（人物作畫監督、ED原畫、原畫）
- TARI TARI（原畫）
- Campione 弒神者！（原畫）
- 出包王女DARKNESS（作畫監督）

2013年
- 初音島III（OP原畫）
- 我的朋友很少NEXT（OP原畫）
- RDG 瀕危物種少女（OP原畫）
- 革命機Valvrave（OP原畫）
- 變態王子與不笑貓。（原畫）
- 蘿球社！SS（人物設定、總作畫監督、OP作畫監督）
- 當不成勇者的我，只好認真找工作了。（ED原畫）
- 物語系列 第二季（作畫監督協力）
- 靈裝戰士（－2014年，總作畫監督、總作畫監督補佐）

2014年
- 最近，妹妹的樣子有點怪？（OP原畫）
- 農林（ED原畫）
- 偽戀（作畫監督、原畫）
- 櫻Trick（原畫）
- Lady 寶石寵物（OP作畫監督）
- 約會大作戰II（OP原畫）
- Soul Eater Not！（原畫）
- 人生諮詢電視動畫「人生」（過場動畫）
- 桃心之劍（總作畫監督、OP原畫）
- 尋找失去的未來（總作畫監督）

2015年
- 果然我的青春戀愛喜劇搞錯了。續（總作畫監督）
- 小長門有希的消失（作畫監督）

2016年
- 少女們向荒野進發（人物設定、總作畫監督）
- 粗點心戰爭（作畫監督補佐）
- 線上遊戲的老婆不可能是女生？（作畫監督）
- 初戀怪獸（總作畫監督）
- 這個美術社大有問題！（作畫監督）
- 啟航吧！編舟計畫（作畫監督）

2017年
- ElDLIVE宇宙警探（OP原畫）
- 天使的3P！（人物設定、總作畫監督）[1]

2018年
- 三顆星彩色冒險（作畫監督）
- 魔法少女 我（OP原畫）
- 極道超女（作畫監督、作畫監督輔佐）
- 音樂少女（總作畫監督）

2019年
- 八月的棒球甜心（人物設定、作畫監督）

2020年
- Rail Romanesque（人物設定）
- 攀岩！ -Sport Climbing Girls-（第1話片尾插圖原畫）
- 愛上火車  (人物設定)

2021年
- 刮掉鬍子的我與撿到的女高中生（人物設定、總作畫監督）
- 180秒能讓你的耳朵感到幸福嗎？（人物設定、總作畫監督）

2022年
- 史上最強大魔王轉生為村民A（人物設定、總作畫監督）

2023年
- 關於我在無意間被隔壁的天使變成廢柴這件事（人物設定）

2025年
- 魔法製造者～異世界魔法的製作方法～（總作畫監督）

### OVA
1999年
- 思春期美少女合體機械人Zmind（日语：思春期美少女合体ロボ ジーマイン）（動畫檢察、動畫）

2000年
- SeptemCharm 魔法少女加奈（－2001年，原畫）[注 4]

2001年
- 無顏之月 -No Surface Moon THE ANIMATION-（－2004年，原畫）[注 4]

2003年
- 水瓶戰記SagaII ～Don't forget me…～（作畫監督）

2005年
- 我永遠的聖誕老人（原畫）

2008年
- School Days 「Valentine Days」（作畫監督）
- 真救世主伝傳說 北斗神拳 托席傳（原畫）
- 一騎当千 Great Guardians 格鬥之旅俱樂部 性感COSPLAY ♥危險的打工？♥（－2009年，作畫監督）
- kiss×sis（作畫監督）
- 度假村BOIN（－2009年，原畫）[注 4]

2009年
- 真·戀姬†無雙 ～少女大亂～（原畫）
- 夕陽染紅的坡道 核心 是OVA哦哥哥!!（OP原畫）

2010年
- 女王之刃 美麗的鬥士們（－2011年，人物設定[注 2]、總作畫監督、作畫監督）

2011年
- 改造新人類（OP原畫）
- 鮮艷的粉紅色！（人物設定[注 5]）[注 4]
- 暮蟬悲鳴時煌（－2012年，原畫）

2014年
- 當不成勇者的我，只好認真找工作了。（作畫監督）

2019年
- 巨蟲列島（人物設定）

### 電影動畫
2010年
- 劇場版 機動戰士鋼彈00 -A wakening of the Trailblazer-（原畫）
- Fate/stay night Unlimited Blade Works（原畫）

2012年
- 劇場版 少女與戰車（作畫監督）
- 魔法少女奈葉 The MOVIE 2nd A's（作畫監督）

2020年
- 劇場版 巨蟲列島（人物設定）

### 遊戲
2005年
- School Days（作畫監督）[注 4]

## 腳註

## 相關項目
- IMAGIN（日语：イマジン (アニメ制作会社)）
- Studio Kelmadick（日语：スタジオケルマディック）